# ボルテックスチューブ

圧縮気体の高温・低温の二つの気流への分離抽出

ボルテックスチューブはボルテックス管、ランク・ヒルシュ管またはヒルシュ管とも呼ばれ圧縮機体を高温・低温の二つの気流に分離抽出する装置。ランクによって試作された装置で送入空気が 6気圧, 20℃の時,最高温度 70℃, 最低温度 -12℃を得た。 Metenin,Melkulovの製作した装置ではそれぞれ -80℃, -50℃まで比較的短時聞に冷却し得る｡在来の冷凍機のような往復機関やタービンなどの可動部品を持たず、電源や環境破壊の原因となるフロン・ガス等は一切使用しない。ボルテックスチューブの冷却効率は従来の冷凍機に比べて低いため、ヒルシュは圧縮空気が容易に得られる環境下での用途を示唆した。
通常は長い直円管で作ったうず室、その一端の円周上に設けた接線ノズル、他端に取り付けた円錐形の流量比調節弁、およびうず室のノズル側端に取り付けた低温気体抽出用のオリフィスとからなる。圧縮機体をノズルを通してうず室内に噴射させると、管壁に沿って高速スパイラル流れが形成される。管壁に沿って壁面摩擦により旋回速度を減少し、流量比調節弁の円錐外周からうず室外へ高温気流となって流出する一方、ノズル近傍の高速旋回流の中部に生じる低圧により吸引され、うず室中心部に生じた逆流は、低温気流となって低温気体抽出オリフィスからうず室外へ流出する。内側流体塊から外側流体塊へ、角速度が一様となるような方向に運動エネルギーが伝達され、温度分離が生じる。

## 原理
Hlschは1947年の最初の論文において、Vortex tube内の流れについて、内部摩擦によっておこる運動エネルギーによる外向きの流れを仮定した量的な説を与え、次いで1948年にKassnerとKnoernschildが流入する空気の自由渦が粘性の作用によって強制渦に変化し、さらに乱流混合による断熱的温度分布を仮定した解析的な近似理論を与えている。

### 理論解析
ボルテックスチューブの三次元的な流れを二次元で近似してナビエ–ストークス方程式とエネルギー方程式を解けば、全エンタルピーの変化は流体要素の圧縮による増加と粘性力による仕事と熱伝導から成る。流入した空気流は遠心力の働きで管壁の近くに押し付けられ、一部は円錐バルブの外周から出て行き、残りは流入空気の占めなかった中心に押し戻され逆流する。内側の逆流は外側の環状流によって一定の角速度で強制的に回転させられ強制渦に変化し、運動エネルギーは外側の自由渦より低くなり、その差が熱となって内側の空気流から外側へと運ばれる。環状流と逆流の平均運動エネルギー、平均全エンタルピーおよび平均静エンタルピーの軸方向変化量を計算すると、流量比にかかわらずいずれの流域においても流動方向の静エンタルピの変化割合は運動エネルギのそれよりも大きく、流動方向へ向け全エンタルピが逆流では減少し、環状流では増大してエネルギ分離が生じる。

### 数値計算結果
数値計算を行った結果、壁面での境界層における熱の散逸による効果で温度が高くなり、軸中心付近で圧力が減少することによる断熱膨張で温度が低くなることが温度分離の主な要因であると考えられている。

## 歴史
1931年旋回流の工業面へ応用について研究していた  Georges J. Ranqueはサイクロン内部の旋回気流の中心部温度が周辺部よりも低いことを観察し、フランスでパテントがとられた。1932年には米国で同じくRanqueによってパテントがとられ、1933年にフランス物理学会へ最後の論文が提出されている。ランクの研究が停止した後、1945年にドイツのエルランゲン大学のR,Hilschの実験室で英国と米国の研究者により再発見され、1946年にドイツで、1947年に米国で発表された。

## 効率
ボルテックスチューブの冷却効率は従来の冷凍機に比べて低いため、Hilschは抗内の冷房や気体の液化などの特殊な領城への応用を示唆した。 ボルテックスチューブ作動用の圧縮空気が容易に得られる場所での応用例が幾つかある。流出する低温および高温気体のうち何れか一方のみが用いられていることによる効率の低さを改善する試みとしては、MeteninおよびMelkulorにより、対象を冷却した後の低温空気が熱交換器を通って送入空気を冷却しエジェクターにより装置外に排出され、高温空気はこのエジェクター作動用気体として用いられている｡ うず室内面の滑らかさを粗くすると旋回速度の減衰が早まり主管長さを短縮できるが、装置全体の効率は低下する。中空螺旋状フィンを管内に挿入することによって、乱流運動エネルギーが大きな領域が生成され小さな循環渦構造を持つ強い反転渦流が形成されることによって、フィンがエネルギー分離を促進し、管長を短くできるという研究結果が報告されている。

## 応用
温度調節が簡単で、刃物･加工物を汚さない利点があることから、高温作業場で使用される冷房服や、切削加工時にかける刃物および被加工物の冷却に用いられ、これらの目的のための装置が市販されている。温風の方を利用する例としては、歯科用ドライヤーが市販されている。